# Coyote Buttes
Koordináták: é. sz. 36° 58′ 04″, ny. h. 112° 00′ 41″36.967764°N 112.011292°W
A Coyote Buttes látványos, sziklás terület a Bureau of Land Management (BLM) kezelésében levő Paria Canyon-Vermilion Cliffs vadonban, az Amerikai Egyesült Államokban. Két részből (Coyote Buttes North és Coyote Buttes South) áll, melyek látogatásához engedélyre van szükség. A terület a US 89 jelzésű úttól délre található Arizona és Utah határán, félúton Kanab és Page között.
A Coyote Buttes területén a jura időszaki, keresztrétegzett, eolikus (a szél alakította) eredetű navajo homokkő tárul fel. A homokkövek különböző színezettségét a bennük előforduló különféle vas-oxid, -oxihidroxid és -hidroxid ásványok adják. A területen megkövült dinoszaurusz-lábnyomokat találtak. A homokkő eróziójának eredményeként jött létre az örvénylés látszatát keltő The Wave és a rendkívül keskeny kanyon, a Buckskin Gulch.

## Képgaléria

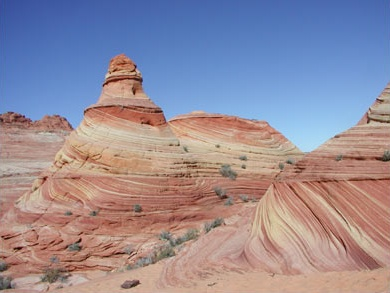
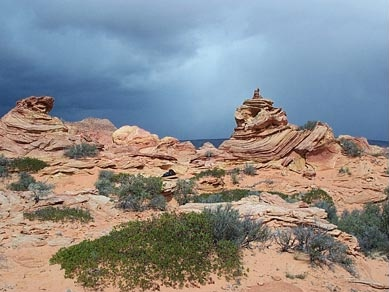
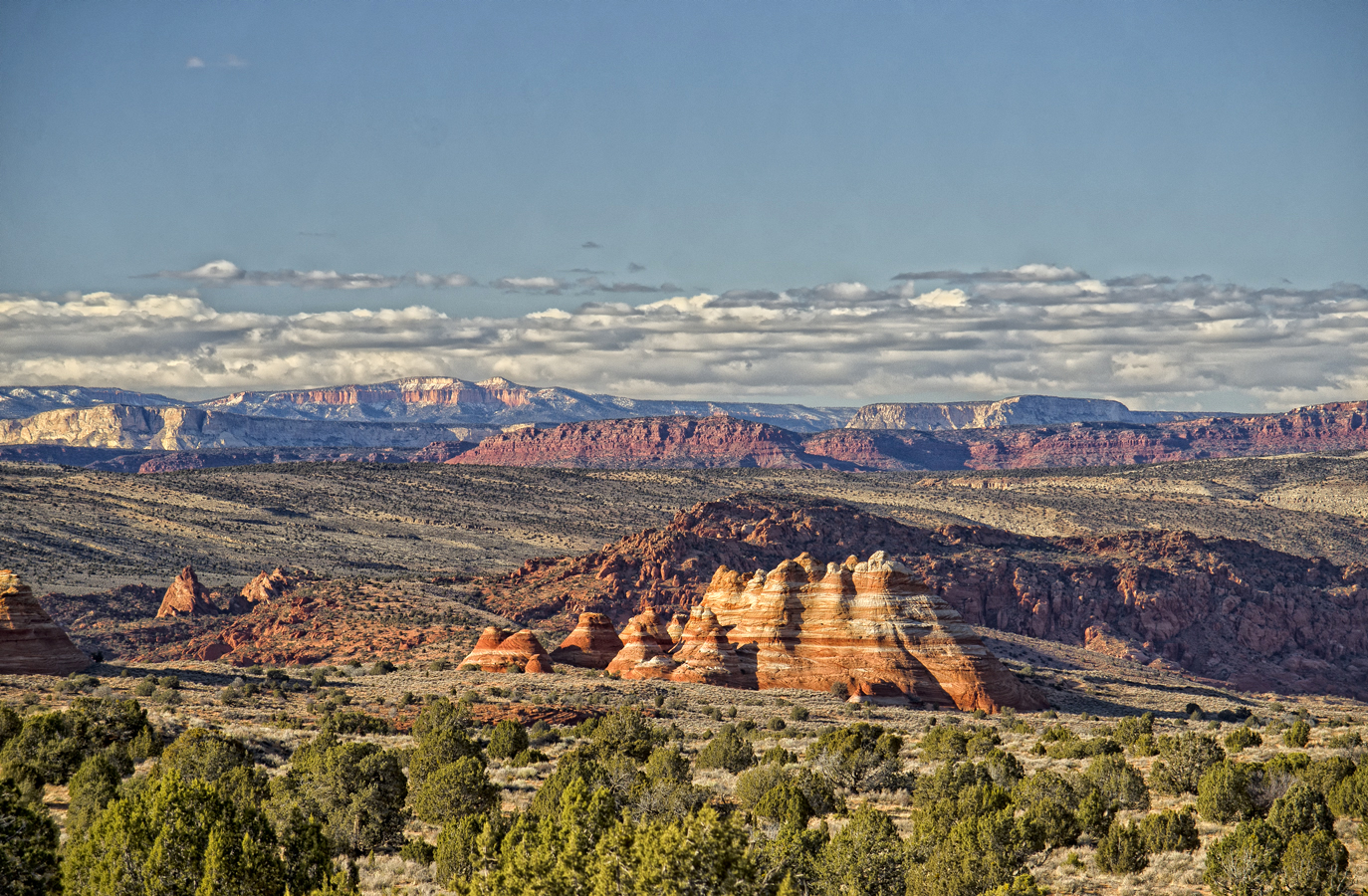

## „Dinoszauruszok táncparkettje”
A „dinoszauruszok táncparkettje” egy közel 3000 m²-es, több mint ezer megkövült, 190 millió éves dinoszaurusz-lábnyomot tartalmazó lelőhely a Coyote Buttes területén. A nyomfosszíliák három nyomnemzetségbe (Eubrontes, Anchisauripus, Grallator), és egy azonosítatlan sauropodomorphához tartoznak.

## Fordítás
Ez a szócikk részben vagy egészben  a   Coyote Buttes című angol Wikipédia-szócikk ezen változatának fordításán alapul.  Az eredeti cikk szerkesztőit annak laptörténete sorolja fel. Ez a jelzés csupán a megfogalmazás eredetét és a szerzői jogokat jelzi, nem szolgál a cikkben szereplő információk forrásmegjelöléseként.

## További Információk
- https://www.google.hu/search?q=Coyote+Buttes&rlz=1W1ADRA_hu&tbm=isch&tbo=u&source=univ&sa=X&ei=rlGkUbDbPIGG4ATHq4Bw&ved=0CDYQsAQ&biw=1024&bih=606
- https://web.archive.org/web/20120412154908/http://www.blm.gov/az/st/en/arolrsmain/paria/coyote_buttes.html